# Gwendolyn Brooks
Gwendolyn Elizabeth Brooks (Topeka, 7 juni 1917 – Chicago, 3 december 2000) was een Amerikaans dichteres en schrijfster. In 1950 kreeg ze de Pulitzerprijs voor poëzie.

## Leven en werk
Brooks verhuisde op jonge leeftijd met haar ouders naar Chicago, waar ze opgroeide. Al op jonge leeftijd, vanaf haar zeventiende, begon ze gedichten te publiceren in de "Chicago Defender", de krant voor de zwarte bevolking. Haar inspiratie haalde ze uit het leven dat ze zelf van nabij kende: de harde werkelijkheid van het leven in de zwarte wijken van de grote stad. Ze schrijft hierover zonder zelfbeklag of moreel oordeel, maar wel met een scherp oog voor alle emoties die er spelen, het pathos, doorheen alle uiterlijke hardheid.
Brooks tweede bundel, Annie Allen, werd in 1950 onderscheiden met de Pulitzerprijs voor poëzie. Daarmee was ze de eerste zwarte vrouw die deze eer ten deel viel en groeide ze uit tot een belangrijk emancipatorisch boegbeeld voor de zwarte bevolking in de Verenigde Staten. Vanaf eind jaren vijftig doceerde ze op diverse vooraanstaande Amerikaanse universiteiten over "zwarte poëzie" en gaf ze lezingen door het hele land. Haar zienswijze op literatuur beschreef ze als volgt: "Om iets groots voort te brengen hoef je geen episch werk te schrijven. Het grootse kan ook gevonden worden in een kleine haiku, vijf lettergrepen, zeven lettergrepen".
Brooks schreef ook enkele prozawerken. In 1968 werd ze Poet Laureate van Illinois. In 1995 werd ze onderscheiden met de National Medal of Arts. Brooks overleed in 2000 op 83-jarige leeftijd.

## Fragment
A poem doesn't do everything for you.

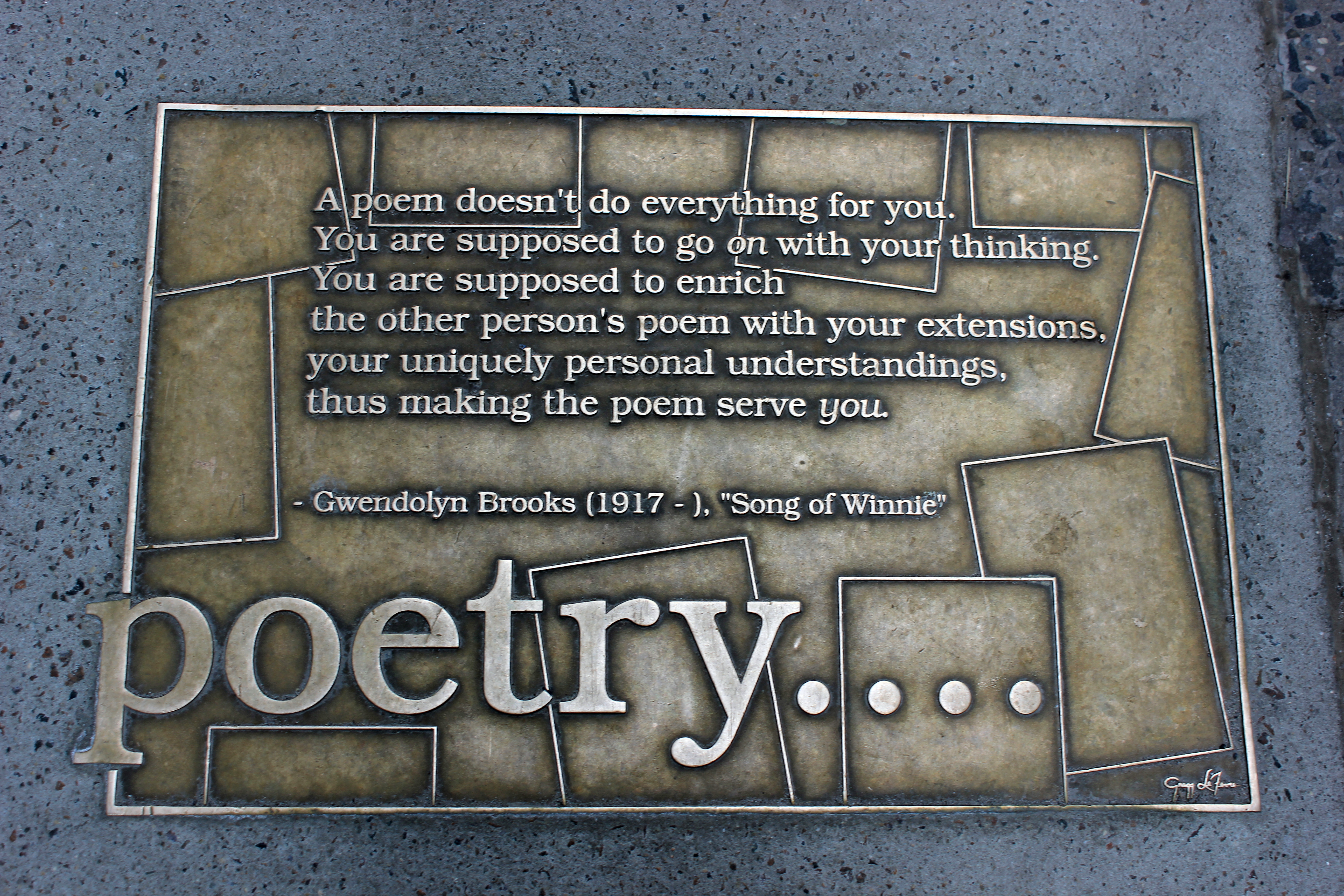
Plaquette op de "Library Walk" in New York

You are supposed to go on with your thinking.

You are supposed to enrich

the other person's poem with your extentions,

your uniquely personal understandings,

thus making the poem serve you.
(Uit: Song of Winnie)

## Noot
1. ↑  Guggenheim Fellows database; Guggenheim-identificatiecode voor fellowship: gwendolyn-brooks.
2. ↑  https://www.womenofthehall.org/inductee/gwendolyn-brooks/.
3. ↑  http://www.pulitzer.org/prize-winners-by-year/1950; geraadpleegd op: 10 februari 2016.
4. ↑  https://www.loc.gov/about/awards-and-honors/living-legends/gwendolyn-brooks/.
5. ↑  https://www.ccny.cuny.edu/lhf/medallion-recipients; geraadpleegd op: 9 oktober 2016.
6. ↑  http://www.nytimes.com/2000/12/04/books/gwendolyn-brooks-whose-poetry-told-of-being-black-in-america-dies-at-83.html; geraadpleegd op: 4 maart 2017.
7. ↑  https://www.chicagotribune.com/news/ct-xpm-1998-12-10-9905150038-story.html; geraadpleegd op: 26 maart 2021.
8. ↑  https://poets.org/academy-american-poets/prizes/academy-american-poets-fellowship.
9. ↑  https://psa.fcny.org/psa/awards/frost_and_shelley/shelley_winners/.
10. ↑  https://www.spelman.edu/docs/honorary-degrees/honorary-degree-recipients---1977-present---as-of-november-2022---revised-(012023).pdf?sfvrsn=f4347e51_2.
11. ↑  http://www.nationalbook.org/nba1969.html; geraadpleegd op: 10 februari 2016.
12. ↑  Zie o.a. website Poetrysoup. Gearchiveerd op 27 november 2022.

- Bibsys: 90088965
- Bibliothèque nationale de France: cb120275614 (data)
- Catàleg d'autoritats de noms i títols de Catalunya: 981058511951006706
- CiNii: DA0820996X
- Gemeinsame Normdatei: 118660209
- International Standard Name Identifier: 0000 0000 8181 6650
- Library of Congress Control Number: n50041281
- Nationale Bibliotheek van Letland: 000120349
- MusicBrainz: e9ac8497-1517-4c94-a3e9-5611e934ca87
- Nationale Bibliotheek van Tsjechië: jo20000079400
- Nationale bibliotheek van Australië: 35022483
- Nationale Bibliotheek van Israël: 987007592369705171
- Nationale Bibliotheek van Polen: a0000001887182
- Nationale en Universitaire bibliotheek Zagreb: 000255364
- Nederlandse Thesaurus van Auteursnamen: 072897589
- Réseau des bibliothèques de Suisse occidentale: 02-A003046908
- SNAC: w6pd3rgp
- Système universitaire de documentation: 028441028
- Trove: 796530
- Virtual International Authority File: 113723435
- WorldCat: E39PBJy8vdTYjBFQvQ76Cv3xXd